# Infernal (Computerspiel)
Infernal ist ein Third-Person-Shooter für Windows und die Xbox 360, entwickelt von dem polnischen Studio Metropolis Software und veröffentlicht im Jahr 2007 von Eidos Interactive.

## Handlung
Auf der Erde herrscht Krieg zwischen den Mächten des Bösen und den Heerscharen des Himmels. Ryan Lennox, ehemaliger Agent der himmlischen Fraktion, wird kurzerhand aus seinem Dienst entlassen, da er seine Laster nicht aufgeben will. Nun heuert ihn die Gegenseite an. Laut dieser plant die himmlische Fraktion eine Maschine einzusetzen, welche die Gedanken der Menschen manipulieren kann. Dies würde den himmlischen Kräften nicht nur Kontrolle über die Menschen ermöglichen, sondern auch das Ende des Bösen bedeuten. Also bekommt Ryan den Auftrag, die Maschine zu finden und zu zerstören.

## Spielprinzip
Mit Unterstützung von „Black“, seinem Auftraggeber, legt Ryan während des Spieles ungeahnte Kräfte frei, wie zum Beispiel Teleportation oder Telekinese, welche auch teilweise für kleinere Rätsel gebraucht werden. Sollten die Manareserven einmal zuneige gehen, gibt es zudem verschiedene Handfeuerwaffen, mit denen man sich seinen Weg freischießen kann. Mana kann wieder aufgeladen werden, indem man Energie aus toten Körpern saugt. Die Szenarios sind abwechslungsreich, es gibt sowohl Innen- als auch Außenlevels, welche schön in Szene gesetzt worden sind. Gegner gehen in Deckung und rufen nach Verstärkung, sind also keine einfachen Zielscheiben.